# Kahf al-Habash
Kahf al-Habash (tiếng Ả Rập: كهف الحبش) là một ngôi làng Syria nằm ở phó huyện Ayn Halaqim ở huyện Masyaf, Hama. Theo Cục Thống kê Trung ương Syria (CBS), Kahf al-Habash có dân số 508 người trong cuộc điều tra dân số năm 2004.